# Dexia lepida
Dexia lepida är en tvåvingeart som beskrevs av Christian Rudolph Wilhelm Wiedemann 1830. Dexia lepida ingår i släktet Dexia och familjen parasitflugor. Inga underarter finns listade i Catalogue of Life.